# Mirin Dajo
Mirin Dajo, mit bürgerlichem Namen Arnold Gerrit Johannes Henskes (* 6. August 1912 in Rotterdam (Niederlande); † 26. Mai 1948 in Winterthur (Kanton Zürich, Schweiz)), war für seine Vorführungen bekannt, bei denen er spitze Gegenstände durch seinen Körper stoßen ließ.
Dajo selbst kommentierte seine Taten mit den Worten: „Sehen Sie, ich bin unverwundbar, und dass ich unverwundbar bin, weiß ich seit zwei Jahren. Allerdings habe ich schon lange Zeit vorher auf dieses Ziel hin trainiert. Aber vor zwei Jahren bog sich eine allzu elastische Waffe bei einem Lungendurchstich ab und fuhr mir quer durch das Herz. Seither habe ich die absolute Gewissheit, dass ich unverwundbar bin.“
Angeblich bewies er seine Unverwundbarkeit bei Vorführungen und Untersuchungen in Anwesenheit von Medizinern. Wiedergefundene Originalkameraaufnahmen vom September 1947, die auch im Internet veröffentlicht wurden, veranschaulichen, dass Mirin Dajo das Durchstoßen von Stellen seines Körpers mittels eines Floretts ohne erkennbare Schmerzregung hinnahm. Dajo starb im Alter von 35 Jahren an einer Aortenruptur, nachdem er am 11. Mai 1948 eine Stahlnadel geschluckt hatte.
Bei der Obduktion wurden zahlreiche Narben auf den Inneren Organen festgestellt, die von den früheren Durchbohrungen stammten.